# Carl von Essen (Kammerherr)
Carl Reinhold Graf von Essen (* 14. Juni 1868 in Stockholm; † 2. Mai 1949 ebenda) war ein schwedischer Adliger.
Carl von Essen war Angehöriger derer von Essen und ein Nachfahre des Generalgouverneurs von Schwedisch-Pommern, Hans Henrik von Essen. Am schwedischen Hof diente er als Kammerherr des Kronprinzen.
Von Essen setzte sich sehr für die Festigung der Beziehungen zwischen Schweden und Deutschland ein, besonders für die Region Pommern bzw. speziell Stralsund. Dank seines Einsatzes erhielt das Heimatmuseum in Stralsund eine Schwedisch-Pommersche Abteilung, in der die fast 200 Jahre Zugehörigkeit der Stadt Stralsund zum Königreich Schweden gewürdigt wurden. Er verhalf dank seiner Beziehungen zum schwedischen Adel der Ausstellung allein bis zur Eröffnung im Jahr 1928 zu 342 Exponaten.
Von der Stadt Stralsund wurde er in Anerkennung seiner Bemühungen am 24. Juli 1928 zum Ehrenbürger ernannt.
Auch für die wirtschaftliche Entwicklung Stralsunds setzte er sich ein. So war er ein Befürworter des Baus einer festen Strelasundquerung zwischen Stralsund und der Insel Rügen, um damit auch die Wirtschaftsbeziehungen zu Schweden zu stärken. Er vermerkte 1932 in seine Notizen über ein Gespräch mit dem Generaldirektor der schwedischen Staatsbahn: „Das Interesse für den Rügendamm ist vorhanden, aber die jetzigen politischen Verhältnisse in Deutschland zwingen Schweden, den Plan aufzuschieben.“
Von Essen selbst stellte sich als Kontaktperson der Nationalsozialisten zu Schweden zur Verfügung. Er war ab 1937 an der Vorbereitung gemeinsamer Jugendlager in Stralsund aktiv beteiligt. Das Stralsunder Tageblatt schrieb am 14. Juni 1938 über Carl von Essen: „Im Arbeitszimmer hängt auch neben des Grafen Arbeitsplatz das Bild unseres Führers und Reichskanzlers. Graf Essen, ein Schwede von Geburt, aber ein Deutschenfreund von ganzem Herzen, sagt uns wörtlich: Schreiben sie es nur. Ich bewundere diesen Mann Hitler und die Entwicklung, die das Reich unter ihm durchgemacht hat.“
Ihm gehörte ein Gut in Falkenhagen bei Reinberg, auf dem er oft die Sommermonate verbrachte. Zu seinem 70. Geburtstag wurde in Stralsund die Krauthofstraße in Carl-von-Essen-Straße umbenannt.
Carl Reinhold Graf von Essen starb 1949 in seiner Geburtsstadt Stockholm.